# Janes (Cascais)
A aldeia de Janes, localizada a cerca de , sensivelmente, 7km de de Alcabideche, pertence ao Município de Cascais (Área Metropolitana de Lisboa). Esta formosa aldeia tem como fronteira oeste o povoamento da Malveira da Serra, a sul a aldeia do Zambujeiro (Cascais) e a norte a verde Serra de Sintra. 
Muitas vezes titulada de "A Terra do Vento" pelos seus habitantes, esta pequena mas vibrante aldeia tem na origem do seu nome raizes romanas, sendo a toponimia de Janes, Ioannes.  
A aldeia de Janes é a casa de uma das maiores e mais célebres sociedades do país, a grande Sociedade de Instrução e Recreio de Janes e Malveira que desde 1938 junta as comunidades saloias da região.             
Em Janes é possivel avistar diversas estruturas de um tempo passado, como a fonte de Janes e a ponte romana.              